# Капоразо, Теодорико
Теодорико Капоразо (итал. Teodorico Caporaso; род. 14 сентября 1987, Беневенто, Кампания) — итальянский легкоатлет, специалист по спортивной ходьбе. Выступает на профессиональном уровне с 2005 года, победитель Кубков мира и Европы в командном зачёте, чемпион Италии в ходьбе на 50 км, участник двух летних Олимпийских игр.

## Биография
Теодорико Капоразо родился 14 сентября 1987 года в Беневенто, Кампания.
Участвовал в различных юниорских и молодёжных стартах в Италии начиная с 2005 года.
В 2011 году в составе итальянской сборной выступил на Кубке Европы по спортивной ходьбе в Ольяне, где в дисциплине 50 км закрыл десятку сильнейших (итальянцы в конечном счёте стали победителями командного зачёта).
В 2012 году в той же дисциплине занял 25-е место на Кубке мира в Саранске.
В 2013 году показал 15-й результат на Кубке Европы в Дудинце и 41-й результат на чемпионате мира в Москве.
В 2014 году был 24-м на Кубке мира в Тайцане и 19-м на чемпионате Европы в Цюрихе.
В 2015 году на Кубке Европы в Мурсии финишировал шестым в личном зачёте 50 км и тем самым помог своим соотечественникам выиграть серебряные медали командного зачёта, тогда как на чемпионате мира в Пекине расположился в итоговом протоколе на 25-й строке.
В 2016 году на домашнем командном чемпионате мира в Риме пришёл к финишу четвёртым и стал победителем командного зачёта. Благодаря череде удачных выступлений удостоился права защищать честь страны на летних Олимпийских играх в Рио-де-Жанейро — участвовал в программе ходьбы на 50 км, в ходе прохождения дистанции был дисквалифицирован, не показав никакого результата.
На Кубке Европы 2017 года в Подебрадах финишировал пятым в личном зачёте 50 км и стал серебряным призёром командного зачёта.
В 2019 году принимал участие в чемпионате мира в Дохе, но сошёл здесь с дистанции 50 км, не показав никакого результата.
В 2021 году стал чемпионом Италии в ходьбе на 50 км, выступил на Олимпийских играх в Токио, где сошёл с дистанции.
Был заявлен на дистанцию 35 км на чемпионат Европы 2022 года в Мюнхене, но в итоге на старт здесь не вышел.